# Frédéric Van Leeuw
 (juillet 2023).
La mise en forme du texte ne suit pas les recommandations de Wikipédia : il faut le « wikifier ».
Les points d'amélioration suivants sont les cas les plus fréquents. Le détail des points à revoir est peut-être précisé sur la page de discussion.
- Les titres sont pré-formatés par le logiciel. Ils ne sont ni en capitales, ni en gras.
- Le texte ne doit pas être écrit en capitales (les noms de famille non plus), ni en gras, ni en italique, ni en « petit »…
- Le gras n'est utilisé que pour surligner le titre de l'article dans l'introduction, une seule fois.
- L'italique est rarement utilisé : mots en langue étrangère, titres d'œuvres, noms de bateaux, etc.
- Les citations ne sont pas en italique mais en corps de texte normal. Elles sont entourées par des guillemets français : « et ».
- Les listes à puces sont à éviter, des paragraphes rédigés étant largement préférés. Les tableaux sont à réserver à la présentation de données structurées (résultats, etc.).
- Les appels de note de bas de page (petits chiffres en exposant, introduits par l'outil «  Source ») sont à placer entre la fin de phrase et le point final[comme ça].
- Les liens internes (vers d'autres articles de Wikipédia) sont à choisir avec parcimonie. Créez des liens vers des articles approfondissant le sujet. Les termes génériques sans rapport avec le sujet sont à éviter, ainsi que les répétitions de liens vers un même terme.
- Les liens externes sont à placer uniquement dans une section « Liens externes », à la fin de l'article. Ces liens sont à choisir avec parcimonie suivant les règles définies. Si un lien sert de source à l'article, son insertion dans le texte est à faire par les notes de bas de page.
- La présentation des références doit suivre les conventions bibliographiques. Il est recommandé d'utiliser les modèles {{Ouvrage}}, {{Chapitre}}, {{Article}}, {{Lien web}} et/ou {{Bibliographie}}. Le mode d'édition visuel peut mettre en forme automatiquement les références.
- Insérer une infobox (cadre d'informations à droite) n'est pas obligatoire pour parachever la mise en page.

Pour une aide détaillée, merci de consulter Aide:Wikification.
Si vous pensez que ces points ont été résolus, vous pouvez retirer ce bandeau et améliorer la mise en forme d'un autre article.
Frédéric Van Leeuw, né en 1973 à Anderlecht, est le procureur général du parquet général de Bruxelles depuis le 1er mai 2024.
Il s'intéresse principalement au crime organisé et au terrorisme. Il a beaucoup attiré l'attention des médias grâce à un certain nombre de dossiers médiatiques qu'il a traités, dont le meurtre de Joe Van Holsbeeck (2006) au parquet de Bruxelles, et le vol 17 de Malaysia Airlines (2014) au parquet fédéral. C'est lui qui a proposé de donner des peines plus longues aux combattants de l'EI qui reviennent et donc de modifier la loi.

## Biographie
Van Leeuw a étudié le droit à la Katholieke Universiteit Brussel. En 1997, il commence une carrière d'avocat et en 2000, il commence à travailler comme magistrat de la jeunesse au parquet de Bruxelles.
Entré au Parquet fédéral en 2007, il est procureur fédéral de 2014 à 2024, succédant à Johan Delmulle.

## Opération de Verviers
Depuis l'attaque du Musée juif de Bruxelles par Mehdi Nemmouche en mai 2014, et après les attaques terroristes du 7 janvier 2015 à Paris contre la rédaction de Charlie Hebdo, suivies par le meurtre d’une policière et enfin la prise d’otages de l’Hyper Casher, par les frères Kouachi et Amedy Coulibaly, les enquêteurs belges qui surveillent une cellule terroriste à Verviers, décident de donner l'assaut le 15 janvier 2015. Initialement, il était décidé de poursuivre la surveillance pour saisir tous les membres de la filière, mais, après les attentats à Paris, il a été estimé qu'il était risqué d'attendre, et l'assaut est donné.
Pour F. Van Leeuw, « déjouer un attentat est plus important qu'obtenir une condamnation ».

## Des terroristes repentis comme informateurs?
En 2016, le procureur fédéral déclare : « Il faut penser à un système de repentis en Belgique »,. Il estime que les terroristes repentis pourraient aider les enquêteurs et regrette que rien n'existe dans la loi belge pour les inciter à le faire. Deux propositions de loi sont déposées à la Chambre des représentants, mais divisent le monde judiciaire, car l’application de ces dispositions est extrêmement délicate.

## Cour d'assises de juges professionnels pour les affaires terroristes, comme en France?
Frédéric Van Leeuw annonce en 2018 que le procès des attentats de Bruxelles sera hors norme avec « 1 000 victimes et parties civiles ».
En 2020, Frédéric Van Leeuw estime qu'un méga-procès en cour d'assises pour juger des affaires terroristes — outre les risques sanitaires dus à la pandémie de Covid-19 — est une procédure qui demande beaucoup de temps, d’énergie, de moyens, et qu'il faudrait tenir ces audiences devant des juges professionnels.
Il déclare que la loi actuelle doit donc être modifiée, sachant que bientôt aura lieu cette fois à Bruxelles le procès des attentats de Zaventem et la station de métro Maelbeek : « Il y a toujours moyen de changer la donne, la Constitution doit être changée si on veut supprimer le jury. Est-ce que nous avons encore des moyens à dépenser dans les cours d’assises, compte tenu de la période Covid ? On ne sait pas en organiser des dizaines par an » (Interview à la RTBF, 2 septembre 2020).

## Coopération face au risque
Le 29 juin 2017, il reçoit les insignes de chevalier dans l'ordre de la Légion d'honneur à l'ambassade de France à Bruxelles, remis par François Molins, procureur de la République à Paris, qui a souligné "l'exceptionnelle coopération judiciaire" entre la Belgique et la France en matière d'antiterrorisme. Frédéric Van Leeuw a salué le soutien et "la confiance inconditionnelle" de la Justice française malgré des critiques "parfois très dures" de la presse et de plusieurs responsables politiques français lors des enquêtes sur les attentats de Bruxelles et de Paris. Frédéric Van Leeuw se félicite de la réponse "forte" des autorités judiciaires belges face au terrorisme, mais tout en résistant "à la tentation du non-droit",.
Pour Frédéric Van Leeuw, en 2021, il faut rester vigilant face au risque d'attentats : "Il ne faut surtout pas baisser la garde parce qu’on a vu ce que cela a donné. Toute l’explication avancée devant la commission d’enquête parlementaire c’est qu’à un moment on a désinvesti dans la lutte contre le terrorisme... ensuite lorsqu'il se passe quelque chose et qu’on doit reconstruire, cela prend des années" . La population a découvert qu’il était possible à une dizaine de personnes de se mettre de longs mois à l’abri des regards pour préparer des attentats et ensuite les commettre.

## Opération antidrogue - Trafic crypté par Sky ECC
Le 9 mars 2021, a lieu la plus grande opération de police jamais organisée, en 200 perquisitions. Trois avocats d'Anvers usant de cryptophones sont perquisitionnés. Dans le trafic de cryptophones, ont lieu 48 arrestations et 1,2 million d'euros est saisi ; on met la main sur 15 armes prohibées dont 6 armes à feu, 8 véhicules de luxe, 3 machines pour compter l’argent, des uniformes de police et des balises GPS. La police fédérale réclame à Sky ECC la prime de 5 millions de dollars que l’entreprise promet à celui qui parviendrait à "craquer" son système, selon le procureur fédéral. 17 tonnes de cocaïne sont saisies,.
Le 26 octobre 2021, une vaste opération antidrogue a lieu à Bruxelles, contre une bande de narcotrafiquants active dans le commerce de cocaïne international. On compte soixante-quatre interpellations, 114 perquisitions et 1.100 policiers mobilisés. Selon le procureur fédéral « c'est la plus vaste opération dirigée contre le trafic de stupéfiants depuis le démantèlement, en mars 2021, du réseau de communication Sky ECC ». « Les mafias de l’Amérique latine importent leurs méthodes chez nous. Nous avons eu des meurtres, plusieurs personnes découpées en morceaux, des faits de violence assez affreux... Une violence telle que les avocats eux-mêmes « n’osent pas proposer à leurs clients dans ce milieu-là d’être repentis ».

## Lutter contre la mafia de la drogue ou lutter contre le trafic d'œuvres d'art
En mai 2022, le procureur fédéral s'inquiète du manque de budgets et de personnels à la police judiciaire, ce qui entrave l’exercice de ses fonctions et l’application des peines. La police doit faire un choix. « Quand on a la mafia, la drogue qui s’installe à Bruxelles, on ne va pas donner la priorité au trafic d’œuvres d’art. J’espère que tout le monde peut comprendre cela. » « Ce qui peut également arriver, c’est qu’on aboutisse à une condamnation dans des dossiers, que cela donne lieu à des confiscations, mais qu’on n’ait pas la capacité d’aller chercher ces millions confisqués. » Résultat : les criminels continuent de posséder des millions… « et donc le crime rapporte et continue de rapporter. ».
Des représentants du Ministère public et de la police judiciaire fédérale ont tiré la sonnette d'alarme devant les commissions de l'Intérieur et de la Justice de la Chambre. Ils y ont présenté des photos choquantes tirées de dossiers judiciaires : des photos d'un pied ou d'une tête coupés, d'un corps mutilé, afin de donner aux députés une idée de la gravité des affaires, qu'ils ne peuvent pas toujours examiner faute de moyens. "À Bruxelles, par exemple, je n'ai plus les moyens d'enquêter dans un dossier sur un trafic d'armes", explique Frédéric Van Leeuw.

## Distinctions
- Grand-officer de l'Ordre de la Couronne (Belgique)
- Chevalier dans l'ordre de la Légion d'honneur (29 juin 2017) [2],[9],[16]